# Ukrina
Ukrina (v srbské cyrilici Укрина) je řeka v Bosně a Hercegovině. Dlouhá je 120 km. Řeka je pravým přítokem Sávy, do které se vlévá mezi ústími Bosny a Vrbasu. Její povodí má rozlohu 1520 km2. Řeka vzniká soutokem Veliké Ukriny (dlouhé 53 km) a Malé Ukriny (dlouhé 37 km).
Zhruba 10 km před ústím řeky do Sávy se na Ukrině nachází město Derventa, které je jediným větším sídlem, kterým řeka protéká.